# 小林蛭蚓
小林蛭蚓（学名：Branchiobdella kobayashii）为蛭蚓科蛭蚓属的动物，俗名小林蛭形蚓。分布于韩国、日本以及中国大陆的黑龙江、辽宁等地。该物种的模式产地在韩国忠清南道。